# Chiesa di Nostra Signora dell'Assunzione (Iruraiz-Gauna)
La chiesa di Nostra Signora dell'Assunzione è una chiesa ubicata a Iruraiz-Gauna, nella località di Alaiza.

## Storia
La costruzione della chiesa risale al XII secolo: questa era infatti già menzionata con l'appellativo di Halayça, in un documento risalente al 1257. Successivamente subì dei lavori di ampliamento che portarono probabilmente alla costruzione della seconda navata. Nel 1982 il parroco Juan José Lecuona raschiando parti dell'intonaco bianco che ricopriva il catino absidale rinvenne la sagoma di un cavallo: a seguito di tale evento la chiesa venne totalmente restaurata, mettendo alla luce un ciclo di affreschi. 

## Descrizione
L'accesso alla chiesa avviene lateralmente attraverso due portali ad arco a sesto acuto, entrambi risalenti al XII o XIII secolo. Interamente è a pianta rettangolare, a doppia navata, una a destra, di maggiori dimensioni e un'altra a sinistra, più stretta, entrambe con volta a botte e collegate tra loro da due archi a sesto acuto ribassato, e abside semicircolare preceduto da un presbiterio quadrato. Sul fondo della navata maggiore si conserva un fonte battesimale con coppa emisferica con resti di pitture di gigli, precedentemente posto nell'altra navata, a cui vennero aggiunte le statue di San Pietro e San Paolo, poi staccate e poste anch'esse sul fondo della chiesa. Nella navata di sinistra è presente la pala d'altare dedicata alla Vergine Assunta, risalente al XVII secolo, della bottega di Diego de Mayora, in origine sull'altare maggiore e poi spostata a seguito della scoperta degli affreschi.
Gli affreschi ritrovati sono stati realizzati in due fasi: quelli che si trovano nella parte alta dell'abside e del presbiterio risalgono al XII secolo, quasi sicuramenti coevi alla costruzione della chiesa, mentre i restanti risalgono al periodo compreso tra il XIV e XV secolo, quando la struttura fu ridecorata. Del ciclo del XII secolo alcuni storici hanno pensato potesse trattarsi della rappresentazione della battaglia di Nájera: tuttavia è improbabile che si tratti di tale evento sia per il tipo di armi che sono raffigurate, sia poiché le pitture sarebbero state realizzate circa duecento anni prima. Le scene del catino absidale raffigurano un castello assediato da otto cavalieri, quattro su ogni lato, oltre a un re con corona e stendardo e altri soldati, un corteo funebre che si dirige verso una chiesa, un corteo di donne e una scena di combattimento. Nel presbiterio sono invece raffigurate scene di un parto, una processione, un'aggressione, degli animali domestici, dei pellegrini e un militare. Le pitture del XIV e XV secolo riguardano per le più figure geometriche e volute vegetali.